# 제43회 미국 작가 조합상
제43회 미국 작가 조합상은 1990년 뛰어난 활동을 보인 영화 작가를 기리기 위해 1991년 3월에 열린 시상식이다. [서부]LA, 비벌리 힐튼 호텔/[동부]뉴욕, 윈도우즈온더월드에서 개최되었다.

## 수상 및 후보

### 각본상
- 아발론 - 베리 레빈슨 수상

### 각색상
- 늑대와 춤을 - Michael Blake 수상

### 월계수상
- 엘빈 사전트 수상

### 멜저 상
- 커크 더글러스 수상

### 발렌타인 데이비스 상
- 프랭크 피어슨 수상

### 모건 콕스 상
- Christopher Knopf 수상

### 에드몬드 J. 노스 상
- 다니엘 타라대쉐 수상

### 파울 셀빈 명예상
- 분노의 파도 - Michael Lazarou 수상